# Crassula perforata
Espèce
Crassula perforata est une espèce de plantes succulentes de la famille des Crassulacées originaire d'Afrique du Sud.